# Municipalité du district de Šakiai
La municipalité du district de Šakiai (en lituanien : Šakių rajono savivaldybė) est l'une des soixante municipalités de Lituanie. Son chef-lieu est Šakiai.

## Seniūnijos de la municipalité du district de Šakiai
- Barzdų seniūnija (Barzdai)
- Gelgaudiškio seniūnija (Gelgaudiškis)
- Griškabūdžio seniūnija (Griškabūdis)
- Kidulių seniūnija (Kiduliai)
- Kriūkų seniūnija (Kriūkai)
- Kudirkos Naumiesčio seniūnija (Kudirkos Naumiestis)
- Lekėčių seniūnija (Lekėčiai)
- Lukšių seniūnija (Lukšiai)
- Plokščių seniūnija (Plokščiai)
- Sintautų seniūnija (Sintautai)
- Slavikų seniūnija (Slavikai)
- Sudargo seniūnija (Sudargas)
- Šakių seniūnija (Šakiai)
- Žvirgždaičių seniūnija (Žvirgždaičiai)

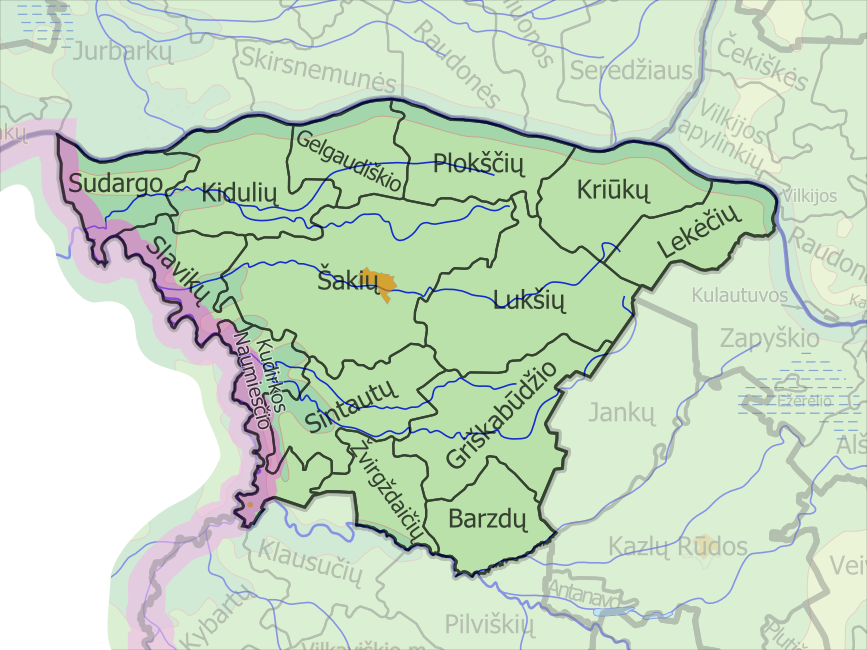
Seniūnijos de la municipalité du district de Šakiai.